# Orthagoriscicola muricatus
Orthagoriscicola muricatus är en kräftdjursart som först beskrevs av Kröyer 1837.  Orthagoriscicola muricatus ingår i släktet Orthagoriscicola, och familjen Cecropidae. Arten är reproducerande i Sverige.